# Vislanski zaljev
Vislanski zaljev (polj. Zalew Wiślany, rus. Калининградский залив, njem. Frisches Haff) plitka je laguna (zaljev) na sjeveroistoku Poljske i zapadu Kalinjingradske oblasti.

## Karakteristike
Površina Vislanskog zaljeva je 855 km2, dužina je 90 km, širina od 10 do 19 km, a najveća dubina do 5 metara.
Nešto veći dio lagune pripada Kalinjingradskoj oblasti, a manji jugozapadni Poljskoj. Geografski je dijelom Gdanjskog zaljeva, od kojeg ga razdvaja uski pješčani sprud Visle - Vislanska prevlaka. Na njegovom istočnom kraju kod Baltijska nalazi se uski kanal kojim brodovi mogu uploviti u zaljev. Obale su joj niske i močvarne. Od brojnih vodotoka koji uviru]] u lagunu, najveći su rijeka Nogat, istočni rukavac delte rijeke Visle i rijeka Pregołja kod Kalinjingrada. Najveća luka u laguni je ruski grad Kalinjingrad, ostale značajnije luke su poljski Elbląg i Baltijsk koji je također dio ruske eksklave.
Osim prometa zaljev je važan za ribarstvo.

## Vanjske poveznice
|  | Zajednički poslužitelj ima još gradiva o temi Vislanski zaljev |

- Vistula Lagoon (engl.)